# ゴム (歌手)
ゴム（1981年11月27日 - ）は、2010年にメジャー・デビューした日本の歌手。歌手以外にはギター演奏、ソングライター、DTM、ミキシング等を自身で行う。宮崎県出身。血液型A型。

## 来歴
2000年代前半から、2ちゃんねるの「カラオケスレ」にて活動。ニコニコ動画に投稿した楽曲、「ロックマン2 Dr.ワイリーの謎」の楽曲に詞をつけた「ロックマン おっくせんまん! Version ゴム」が 550万再生に達する大ヒット。曲の途中から1オクターブ上がる高低差の激しい独特の歌唱法とシャウトで人気を獲得。2010年、ソニー・ミュージックダイレクトからメジャー・デビュー。

## 人物
ゴムの歌う「ロックマン おっくせんまん! Version ゴム」をカバーした、JAM Projectの「思い出はおっくせんまん!」では、音程が1オクターヴ上がる部分は女性である奥井雅美が担当した。
市販のクローゼットに石膏ボードやスタイロフォーム、グラスウールといった吸音材を張って作った手作りの防音室が自宅にあり、2011年位まで使用していた。現在はレンタルの防音室がある。
ボーカル録音に使っているのは、7000円程の普通のダイナミックマイクである。その他フェンダー社のギターとベースを愛用している。
活動名義「ゴム」の由来は、2ちゃんねる投稿時代、適当なパスワードで生成したトリップに「Gom」が含まれていたことから。その他のバンド活動（メビウス）等ではフェルナンドと名乗ることがある。
学生時代の夢はギタリスト。中学の卒業文集には「俺はロックスターになる」と書いていた。
HoneyWorksのメンバーである。告白実行委員会などのシリーズを手がけるソングライターである。現在はほぼHoneyWorksの作曲家としての活動がメインとなっている。

### エピソード
中学生時代、「俺はロックスターになる」とギターを抱え九州にある実家から関西まで家出したことがある。本人は、当時のことについて「今考えると痛々しいですね」と2008年のインタビューにて回顧していた。歌い手時代は防音室で録音を行っていたが、その防音室は「クローゼットの中に吸音材をつけた」手作りのものであった。HoneyWorksとしての活動を始めて以降は自作の防音室による録音は行っていない。

## CD

### ソロCD
- Version ゴム DX
- the otherside

### その他CD
- Gourmet（Gero）
- EXIT TUNES PRESENTS SEKIHAN the GOLD（赤飯）
- BLACK★ROCK SHOOTER ANIMATION; ORIGINAL SOUNDTRACK & REMIXES（V.A.）
- ラブロマ（HoneyWorks Vol.1）
- CDで聞いてみて。 〜ニコニコ動画せれくちょん〜（V.A.）
- 未来コココンピィ（V.A.）
- 東方キャサリン（ななふれっと）
- Good-Morning!（ななふれっと）
- 56（ななふれっと）
- BLUE★BLEU（ななふれっと）
- SUPERPOWER（ななふれっと）
- リリックス（Gero）

## 出演
- ゲーム『HoneyWorks Premium Live』（2020年、豆井戸亘利翔） - 「いそろく」名義